# Aulis
Aulis var en forntida grekisk hamnstad i Beotien, vid Euripos, där den grekiska flottan under Agamemnon skall ha samlats före avfärden till Troja.
Den har identifierats med den nutida orten Avlida.